# Церковь Димитрия Солунского (Дуброво)
Церковь Димитрия Солунского (Дмитровская церковь) — православный храм Наро-Фоминского благочиния Московской епархии, расположенный в деревне Дуброво Наро-Фоминского района Московской области.
По преданию, первую церковь на этом месте построил ещё Димитрий Донской, в любом случае — церковь в селе (во имя преподобного Симеона Столпника) раньше существовала и, видимо, погибла в Смутное время, поскольку в 1671 году строительство было начато на церковном месте, клецки, с трапезною, крыта тесом. По одним сведениям, каменную церковь построил в 1780 году владелец села А. И. Шувалов, но граф умер в 1770 году, а, в прошении отца Александра Пшеничникова, от 1893 года, о разрешении построить каменное здание, указывалось, что церковь, приписанная к церкви села Вышегород, деревянная, ветхая и холодная. В 1896 году (по другим данным — в 1894 году)храм был закончен и освящён.
Церковь закрыли в 1930-х годах, использовали для хранения химических удобрений, в 1970-х годах были сорваны шатер и купол колокольни; здание возвращено церкви в 1994 году.
В настоящее время церковь действует, здание отремонтировано.